# Vittoria Fontana
Vittoria Fontana (23 de julio de 2000) es una deportista de Italia que compite en atletismo. Ganó una medalla de oro en el Campeonato Europeo de Atletismo Sub-20 de 2019, en la prueba de 100 m.